# Апрель 2016 года

Список событий апреля 2016 года.

## События
- 2 апреля
  - Столкновения в Нагорном Карабахе между вооружёнными силами Армении и непризнанной Нагорно-Карабахской Республики (НКР) с одной стороны и Азербайджана с другой[1].
  - Правительственные войска Сирии при поддержке российской авиации вошли в город Эль-Карьятейн, который удерживался силами из группировки «Исламское государство»[2].
- 3 апреля
  - Опубликованы «Панамские документы». Миллионы документов пролили свет на офшорный бизнес[3].
- 4 апреля
  - В результате хакерской атаки была взломана часть технической инфраструктуры Турции и в сеть попали личные данные почти 50 миллионов турецких граждан[4].
  - В результате сильных наводнений на северо-западе Пакистана, вызванных проливными дождями, погибли по меньшей мере 70 человек[5].
- 5 апреля
  - Президент России Владимир Путин объявил о создании в РФ Национальной гвардии на базе Внутренних войск МВД[6].
  - Премьер-министр Исландии Сигмундур Гуннлёйгссон подал в отставку на фоне офшорного скандала, вызванного публикацией Международного консорциума журналистов-расследователей[7]
- 6 апреля
  - В Нидерландах прошёл консультативный референдум по вопросу ассоциации Украины с ЕС[8]. По предварительным данным, против договора об Ассоциации Украины с ЕС выступило 61,1 % голосовавших, а за — 38,1 %[9].
- 8 апреля
  - В Ватикане представили постсинодальное апостольское увещание папы Римского Франциска «Amoris laetitia», увещание составляет «идеал» католической семьи и содержит высказывания о проблемах современного мира, в том числе об однополых браках[10].
- 9 апреля
  - Аэрокосмическая компания SpaceX впервые успешно посадила первую ступень ракеты-носителя Falcon 9 на плавающую платформу[11].
- 10 апреля
  - В Индии в результате взрыва фейерверков в храме Путтингал погибли более 110 человек, более 350 ранено[12].
- 11 апреля
  - Ушёл в отставку премьер-министр Киргизии Темир Сариев[13], преемником на его посту стал Сооронбай Жээнбеков[14].
- 12 апреля
  - Центробанк России анонсировал новые банкноты достоинством 2000 и 200 рублей[15].
- 13 апреля
  - В Скопье произошла акция протеста против президента Македонии Георге Иванова[16].
  - Парламентские выборы в Сирии[17].
  - Выборы в Национальное собрание в Южной Корее[18]. Победу одержала оппозиционная партия Новый политический альянс за демократию[19].
- 14 апреля
  - Верховная Рада Украины назначила Владимира Гройсмана на должность премьер-министра[20], председателем Верховной Рады назначен Андрей Парубий[21].
  - В Японии на острове Кюсю началась серия землетрясений магнитудой от 6,5 до 7,3 Mw. 49 человек погибли[22], 11 пропали без вести, ранены около 1100 человек[23][24][25].
- 16 апреля
  - В Эквадоре произошло землетрясение магнитудой 7,8 Mw. Погибли 660 человек, 32 пропали без вести, 51 376 ранены[26].
- 17 апреля
  - Президент Мьянмы Тхин Чжо отпустил на свободу 83 политических заключённых[27].
- 18 апреля
  - В Нью-Йорке в здании Колумбийского университета прошла сотая церемония вручения Пулицеровской премии. Одним из лауреатов премии стал российский фотокорреспондент Сергей Пономарёв[28].
  - Переговоры в Дохе между Россией и Саудовской Аравией не привели к соглашению о заморозке добычи нефти[29].
  - Голосеевский райсуд Киева приговорил бывших российских военных Александра Александрова и Евгения Ерофеева к 14 годам лишения свободы с конфискацией имущества, посчитав их виновными в террористической деятельности[30].
- 21 апреля
  - В Казани стартовал Чемпионат Европы по дзюдо[31].
- 24 апреля
  - Внеочередные парламентские выборы в Сербии[32]. По предварительным данным, победу одержала Сербская прогрессивная партия[33].
  - Президентские выборы в Австрии[34].
  - Президентские выборы в Экваториальной Гвинее[35].
- 26 апреля
  - Объявлено об открытии спутника у карликовой планеты Макемаке[36].
  - В нескольких городах Казахстана прошли митинги против аренды сельскохозяйственных земель иностранцам на срок до 25 лет[37].
- 28 апреля
  - Первый пуск ракеты-носителя «Союз-2.1а» со строящегося космодрома «Восточный» в Амурской области[38].
  - 55 из 577 депутатов Национального собрания Франции высказались за отмену антироссийских санкций. Резолюция носит рекомендательный характер и не является обязательной к исполнению руководством Франции[39].
- 30 апреля
  - Демонстранты в Ираке заняли здание парламента[40].